# Japanese Academy Award/Populärster Film
Seit der ersten Verleihung 1980 werden bei den Japanese Academy Awards die nach Meinung der Akademie beliebtesten Filme in Japan in der Kategorie Populärster (jap. 話題賞・作品部門, wadai shō – sakuhin bumon) geehrt.
Die Filme sind nach dem Jahr der Verleihung aufgeführt.

## Preisträger und Nominierte

### 1980–1989
| Jahr | Film                                      | Regie             |
| 1980 | Ginga Tetsudō 999                         | Rintarō           |
| 1981 | Tonda Couple                              | Shinji Sōmai      |
| 1982 | Sailor Fuku to Kikanjū                    | Shinji Sōmai      |
| 1983 | Yogoreta Eiyū                             | Haruki Kadokawa   |
| 1984 | Furyo – Merry Christmas, Mr. Lawrence     | Nagisa Ōshima     |
| 1985 | W no Higeki                               | Shinichirō Sawai  |
| 1986 | Checkers in Tan Tan Tanuki                | Tōru Kawashima    |
| 1987 | Miez und Mops – Zwei tierische Freunde    | Masanori Hata     |
| 1988 | Be Bop Highschool Kōkō Yotarō Kōshinkyoku | Hiroyuki Nasu     |
| 1989 | Rock yo, Shizuka ni Nagareyo              | Shunichi Nagasaki |

### 1990–1999
| Jahr | Film                                           | Regie                             |
| 1990 | Kikis kleiner Lieferservice                    | Hayao Miyazaki                    |
| 1991 | Inamura Jane                                   | Keisuke Kuwata                    |
| 1992 | Tränen der Erinnerung – Only Yesterday         | Isao Takahata                     |
| 1993 | PATIO                                          | Yasuyuki Kusuda                   |
| 1994 | Mizu no Tabibito Samurai Kids                  | Nobuhiko Ōbayashi                 |
| 1995 | Hero Interview                                 | Michio Mitsuno                    |
| 1996 | Kimi o Wasurenai                               | Takayoshi Watanabe                |
| 1997 | Swallowtail                                    | Shunji Iwai                       |
| 1998 | Neon Genesis Evangelion: The End of Evangelion | Hideaki Anno und Kazuya Tsurumaki |
| 1999 | Ring – Das Original                            | Hideo Nakata                      |

### 2000–2009
| Jahr | Film                                                     | Regie              |
| 2000 | Mōmantai                                                 | Alfred Cheung      |
| 2001 | Battle Royale                                            | Kinji Fukasaku     |
| 2002 | Platonic Sex                                             | Masako Matsuura    |
| 2003 | Koinu Dan no Monogatari                                  | Shinichirō Sawai   |
| 2004 | Odoru Daisōsasen The Movie 2 Rainbow Bridge o Fūsa Seyo! | Katsuyuki Motohiro |
| 2005 | Swing Girls                                              | Shinobu Yaguchi    |
| 2006 | Nana                                                     | Kentarō Ōtani      |
| 2007 | Hula Girls                                               | Lee Sang-il        |
| 2008 | Kisaragi                                                 | Yūichi Satō        |
| 2009 | Yougisha X no Kenshin                                    | Hiroshi Nishitani  |

### Seit 2010
| Jahr | Film                                                       | Regie             |
| 2010 | Amalfi Megami no Hōshū                                     | Hiroshi Nishitani |
| 2011 | SP The Motion Picture Yabō-hen                             | Takafumi Hatano   |
| 2012 | Moteki                                                     | Hitoshi Ōne       |
| 2013 | Kirishima, Bukatsu Yamerutte yo                            | Daihachi Yoshida  |
| 2014 | Manatsu no Houteishiki                                     | Hiroshi Nishitani |
| 2015 | Rurouni Kenshin: Kyōto Taika Hen und Densetsu no Saigo Hen | Keishi Ōtomo      |
| 2016 | Bakuman.                                                   | Hitoshi Ōne       |
| 2017 | Kimi no Na wa.                                             | Makoto Shinkai    |